# Waldgebiet Kettelerhorst
Waldgebiet Kettelerhorst este o arie protejată (arie specială de conservare — SAC, sit de importanță comunitară — SCI) din Germania întinsă pe o suprafață de 155,7 ha, integral pe uscat.

## Localizare
Centrul sitului Waldgebiet Kettelerhorst este situat la coordonatele 51°52′45″N 7°51′49″E / 51.8792°N 7.8636°E.

## Înființare
Situl Waldgebiet Kettelerhorst a fost declarat sit de importanță comunitară în martie 2001 pentru a proteja un număr necunoscut de specii din flora spontană și fauna sălbatică aflate în arealul zonei. Situl a fost protejat și ca arie specială de conservare în mai 2004.

## Biodiversitate
Situată în ecoregiunea atlantică, aria protejată conține 3 habitate naturale: Păduri de fag Luzulo-Fagetum, Păduri de fag Asperulo-Fagetum, Păduri de stejar sau de stejar și carpen sub-atlantice și medio-europene de Carpinion betuli.
La baza desemnării sitului se află un număr nedeclarat de specii protejate.